# Ira Wolfert
Ira Wolfert (Nueva York, 1 de noviembre de 1908 - Margaretville, 24 de noviembre de 1997) fue un corresponsal de guerra y escritor de ficción y no ficción estadounidense. Fue ganador del premio Pulitzer de reportajes telegráficos en 1943.

## Biografía

### Primeros años
Nació en la ciudad de Nueva York en 1908. En 1930, se graduó de la Escuela de Periodismo de la Universidad de Columbia con una licenciatura.

### Carrera
Fue corresponsal de North American Newspaper Alliance desde la década de 1930 hasta la Segunda Guerra Mundial. En 1941, estaba a bordo del Surcouf cuando ayudó a liberar San Pedro y Miquelón. Su serie de artículos sobre la batalla naval de Guadalcanal de noviembre de 1942 le valió el premio Pulitzer de reportajes telegráficos (internacional).
En 1944, coescribió One-Man Air Force con el capitán Don Gentile, un destacado as de combate. El libro es una autobiografía de Gentile y detalla sus hazañas como piloto de combate volando el P-51 Mustangs con la Octava Fuerza Aérea.
Su primera novela, Tucker's People, sobre un vicioso gánster de Nueva York, publicada en 1943, fue bien recibida tanto por la crítica como por el público en general. Wolfert coescribió el guion de la adaptación cinematográfica, La fuerza del mal, estrenada en 1948. Ese mismo año, tuvo otro éxito con la novela An Act of Love. También escribió no ficción, incluido Battle for the Solomons (1943) y American Guerrilla in the Philippines (1945); esta última relata las hazañas del oficial de la Marina Iliff David Richardson y se convirtió en una película de 1950 del mismo nombre, protagonizada por Tyrone Power interpretando al oficial Richardson. Después de la guerra, continuó escribiendo, principalmente artículos para Reader's Digest.
El Comité de Actividades Antiestadounidenses de la Cámara de Representantes consideró al izquierdista Wolfert como un comunista por asociación.

### Vida personal
Se casó en 1928 con Helen Herschdorfer, una poeta. Tuvieron dos hijos, Ruth y Michael. Su matrimonio duró 57 años, hasta que Helen falleció en 1985. El 24 de noviembre de 1997, Wolfert falleció en Margaretville, Nueva York a la edad de 89 años.